# トビー (犬)
トビー（Toby）は、イギリスの医師・外交官で同国の初代駐日総領事および駐日公使を務めたラザフォード・オールコックの愛犬（オスのスコティッシュ・テリア）である。トビーはオールコックとともに熱海に滞在していたときに大湯間歇泉の熱湯を浴びて死亡し、熱海の人々によって手厚く埋葬された。その後、オールコック来訪の記念碑と共にトビーの記念碑が大湯間歇泉の脇に建立された。名前については、トビイという表記も見られる。

## 経緯

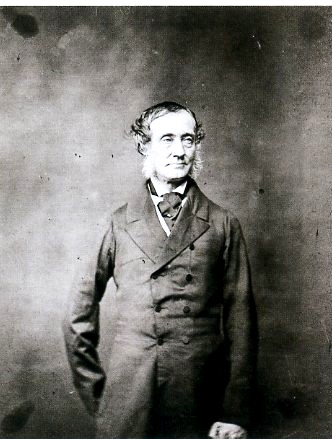
ラザフォード・オールコック、1870年以前

1859年（安政6年）6月、ラザフォード・オールコックはイギリスの初代駐日総領事および駐日公使として日本に着任した。彼は清国で上海領事や広東領事を務めた人物で、アロー戦争のときには対清国強硬派として行動していた。
母国から遠く離れた日本での生活は、オールコックにとって深い孤独感にさいなまれる毎日であった。彼にとって安らぎとなったのは、本国から連れてきた愛犬のトビー（スコティッシュ・テリア）だった。彼は妻を清国で失っていたため、トビーは唯一の家族でもあった。
1860年（万延元年）の夏、オールコックはかねてから関心を抱いていた富士登山を決行した。この計画を聞いた徳川幕府は、富士山は町人などの身分の低い者が登る山であり、オールコックのように身分の高い者にはふさわしくないと難色を示した
。しかし彼の意志の固さを知ると、警護の人数を割くなど協力した。最終的にオールコックの一行は100人に及ぶ大人数となり、トビーもその中に加わっていた。
9月4日（万延元年7月20日）、オールコックとその一行は横浜を出発した。一行は東海道を旅し、小田原から箱根を越える経路を取った。9月9日（万延元年7月25日）、一行は村山（現在の富士宮市）に宿泊し、翌日村山口登山道を利用して山頂を目指した。この日の一行は、6合目の山室に宿泊した。
9月11日（万延元年7月26日）、4時間にわたる苦行の末にオールコックは外国人として初の富士登頂に成功した。ただし、トビーが一緒に山頂に立ったのかは記録が残っておらず不明である。
富士登山を果たしたオールコックは、その帰途に熱海へ立ち寄ることにした。当時の熱海は温泉場として名は知られていたものの、まだ小さい村であった。三島から熱海まで行くには険しい山道越えが必要だったが、オールコックが敢えてこの行程を選んだのには理由があった。オールコックによると「外国人に対する敵意が政治の中心地から離れたところに果たして存在しているのか、それを実際に確かめてみたい」というのがその動機であった。

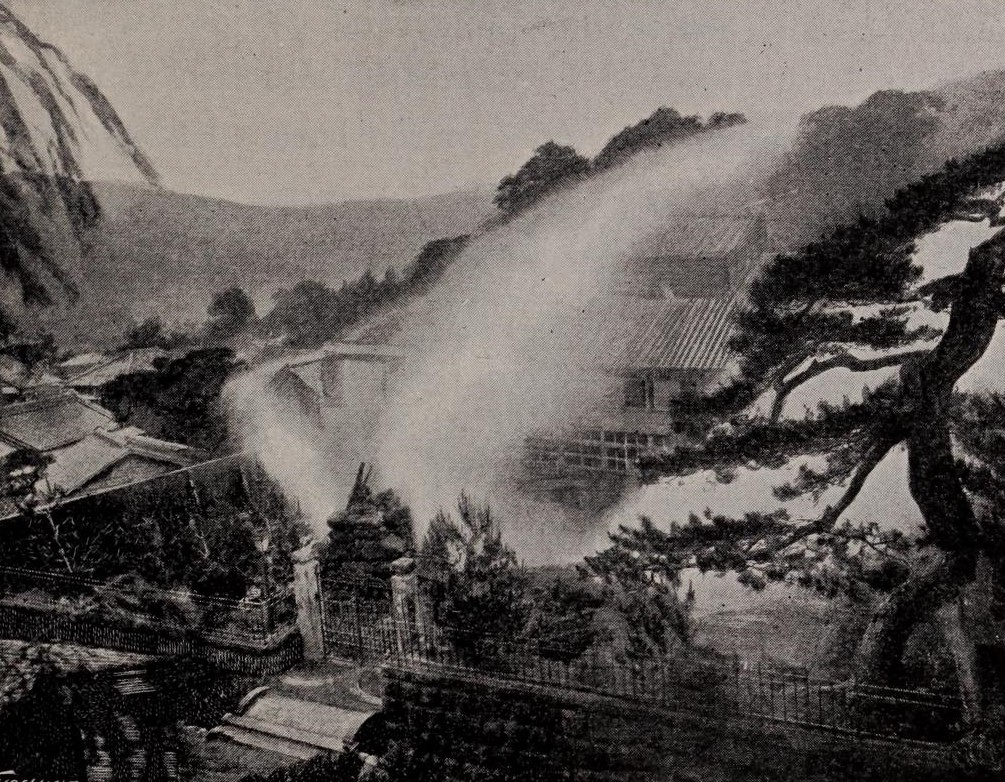
明治時代の大湯間欠泉、1899年

オールコックの一行は9月14日（万延元年7月30日）から2週間にわたって熱海に滞在した。オールコックの宿には、大名も泊まる熱海の本陣が充てられた。当時の熱海には大湯間歇泉があり、1日に6回熱湯を噴き上げていた。オールコックはこの場所を利用して、スチームバスを楽しむための小屋を建てた。
熱海で過ごす日々は、オールコックにとって単調そのものに思えるほど平穏なものであった。しかし、熱海に来て10日目の9月23日（万延元年8月9日）に事故が起きた。トビーは誤って大湯間歇泉の熱湯を浴びてしまい、重度の熱傷を受けた。そして手当の甲斐なくトビーは死亡した。
トビーの死について、オールコックは自著『大君の都』（The Capital of the Tycoon,1863年）で次のように記述している。
オールコックはトビーの遺骸を本陣の庭の木陰に葬らせてほしいと依頼した。その依頼に応えて、本陣の責任者である今井半太夫が自らトビーの墓を掘る手伝いをした。そして地元の人々も、トビーに哀悼の意を表して集まってきた。トビーは好物の豆と一緒にむしろにくるまれ、庭の一角に埋葬された。その頭は北に向けられ、常緑樹の枝が1本上に差し込まれた。僧侶がやってきて、トビーのために水と線香を供えて懇ろに弔った。
今井はトビーのために碑を建てたいというオールコックの申し出についても快諾し、後日イギリス軍艦が2つの記念碑を熱海に運んできた。1つはオールコックの富士登山と熱海訪問の記念碑、もう1つはトビーのための記念碑だった。トビーの碑の高さは約70センチメートルあり、碑面には「Poor Toby（哀れなトビー）,23.sept.1860」と刻まれている。2つの碑は今井によってトビーの墓の傍らに建てられた。
忠実な友であり家族同様の存在だったトビーの死は、オールコックにとって哀しいできごとであった。しかし、その死をめぐって熱海の人々のさまざまな思いやりに触れたことが契機となって、オールコックは日本人に好意を持つようになった。1860年代前半は生麦事件や英国公使館襲撃事件などの発生によって日本人に対する印象が悪かったが、オールコックは本国に宛てて「日本人を敵視すべきではない。誠に親切な国民である」と報告した。この報告によって、イギリス国内での対日感情が改善したという。

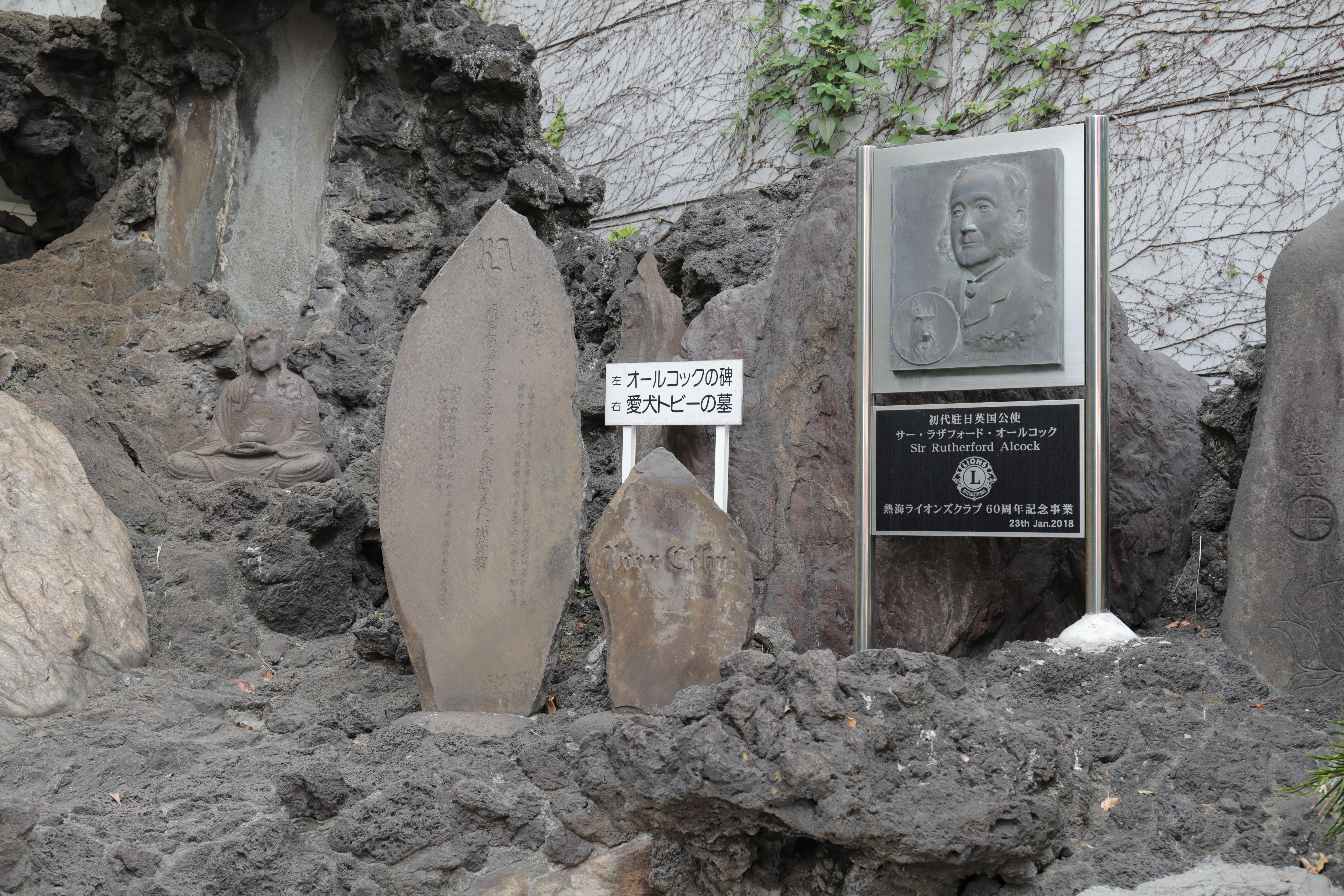
オールコックとトビーの記念碑、2018年8月20日

トビーの墓のあった熱海の本陣は、その後の地震の影響などで地形が変わり、もともとの墓石は行方知れずとなった。大湯間欠泉も明治時代中期には噴出の数が1日5回に減り、乱掘を経て湯が1度止まった。関東大震災後に再び一昼夜くらい激しく噴出したものの、次第に衰えを見せてまた止まった。その後、地下に設置した機械を作動させてかつての姿を再現している。オールコックが送った2つの碑は現存し、大湯間歇泉そばに設置されている。静岡県熱海市では1990年（平成2年）から「オールコック・メモリアル・フェスティバル」を開催するなど、トビーとオールコックのエピソードを大切に伝えている。
2018年（平成30年）1月23日には、熱海ライオンズクラブによって、オールコックのレリーフとブロンズ像が2つの碑のそばに設置された。オールコックのブロンズ像は1998年（平成10年）に同クラブの創立40周年記念事業として制作されたもので、それまでは渚親水公園ムーンテラス（同市渚町）にあった。同クラブは60周年を迎えるにあたって「本来あるべきゆかりの地に設置してほしい」と熱海市に要請して、新制作のステンレス製銘板とともに寄贈することになった。